# 4924 Гілтнер
4924 Гілтнер (4924 Hiltner) — астероїд головного поясу, відкритий 2 березня 1981 року.
Тіссеранів параметр щодо Юпітера — 3,672.

## Дивись також
- Список астероїдів (4901-5000)